# BRDM–1
A BRDM–1 (oroszul: Боевая разведывательная дозорная машина, Bojevaja razvedivatyelnaja dozornaja masina, magyarul felderítő és járőr harcjármű) egy úszóképes, páncélozott felderítő jármű volt, melyet a Szovjetunióban fejlesztettek ki, majd a Varsói Szerződés tagállamainak haderejében is elterjedt. Eredetileg egyszerűen BRDM-nek ismerték, majd a BRDM–2 1962-es megjelenésekor kapta a BRDM–1 jelölést. A BRDM (ismert még a BTR–40P jelölés is) először 1957-ben jelent meg, gyártása pedig 1966-ig folyt. A teljes legyártott mennyiség 10 000 darab körül volt, mára kevesebb mint 600 darab található néhány ország raktárában.

## Történet
A BTR–40 páncélozott szállító jármű alkalmazása során a Szovjet Hadseregben nyilvánvalóvá vált, hogy a modern csatatereken nélkülözhetetlen az olyan járművek alkalmazása, amelyek képesek átkelni a vízen. A Gorkiji Autógyár (GAZ) A. Gyedkov vezette tervezőirodájában V.K. Rubcov főkonstruktőr irányításával az 1954-es év végén elkészült egy új úszóképes jármű tervezete. Eredetileg a BTR–40 páncélozott szállító jármű kétéltű változata lett volna, jelölése a BTR–40P volt.
A tervezet a BTR–40 több alkotóelemét is felhasználta, de a munka előrehaladtával a koncepció megváltozott. A jármű végül egy úszóképes páncélozott felderítő járműként került le a tervezőasztalról. Emiatt a jármű megkapta a BRDM jelölést, amely a Bojevaja razvedivatyelnaja dozornaja masina rövidítése volt. Az első prototípussal 1956 februárjában készültek el, jóval nagyobb úszóképes teknővel (stabilitás növelése) és javított mankókerék-rendszerrel az árokáthidaló-képesség javítása érdekében. A tesztsorozatra a Fekete-tenger térségében került sor, majd 1957-ben alkalmasnak találták a járművet, sorozatgyártása még abban az évben elkezdődött.
A (még a szakirodalomban is esetenként visszaköszönő) tévhitekkel ellentétben a FUG gépjárművet nem a BRDM–1 bázisán hozták létre, az teljesen magyar konstrukció és csupán a mankókerék-kihajtás származott a szovjet járműről. A FUG futóműve különböző Rába, Ikrausz és Csepel alkatrészekből állt össze, a páncélteknőt a Magyar Hajó- és Darugyár tervezte, míg a komplex átviteli művet a Rába fejlesztette ki és gyártotta. Bár a jármű a legtöbb téren felülmúlta a BRDM–1 szériát, annak legfőbb hiányosságai szintén sújtották, különösen a beépített fegyverzet hiánya és az alul-motorizáltság.

## Leírás

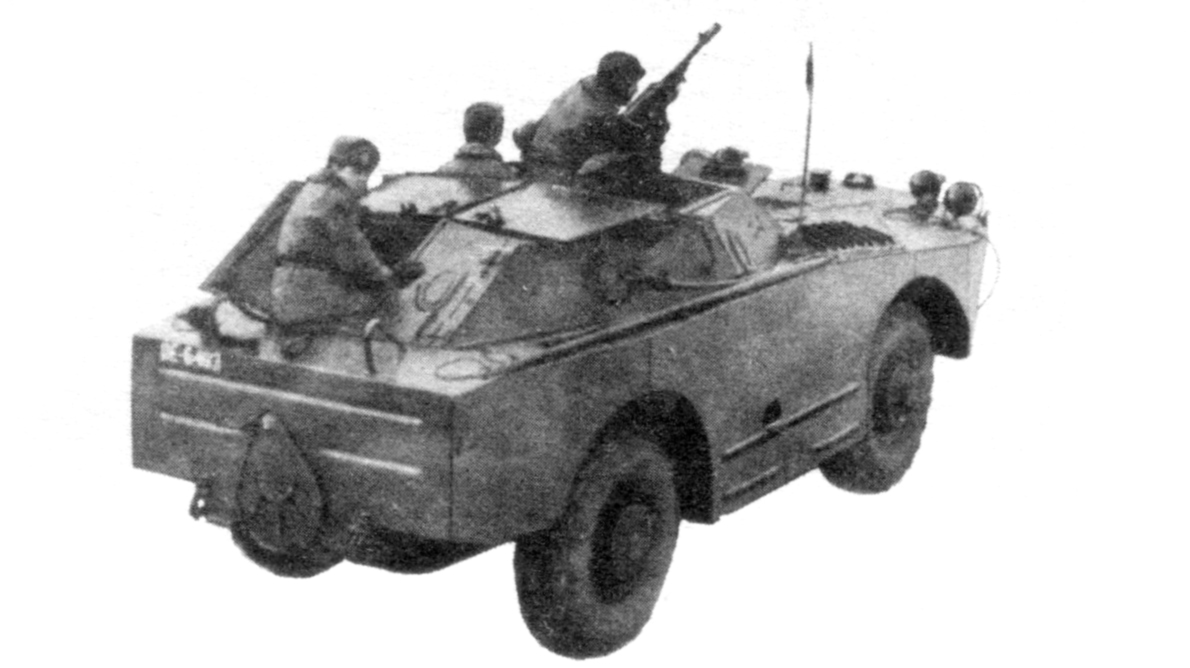
BRDM–1 nyitott búvónyílásokkal

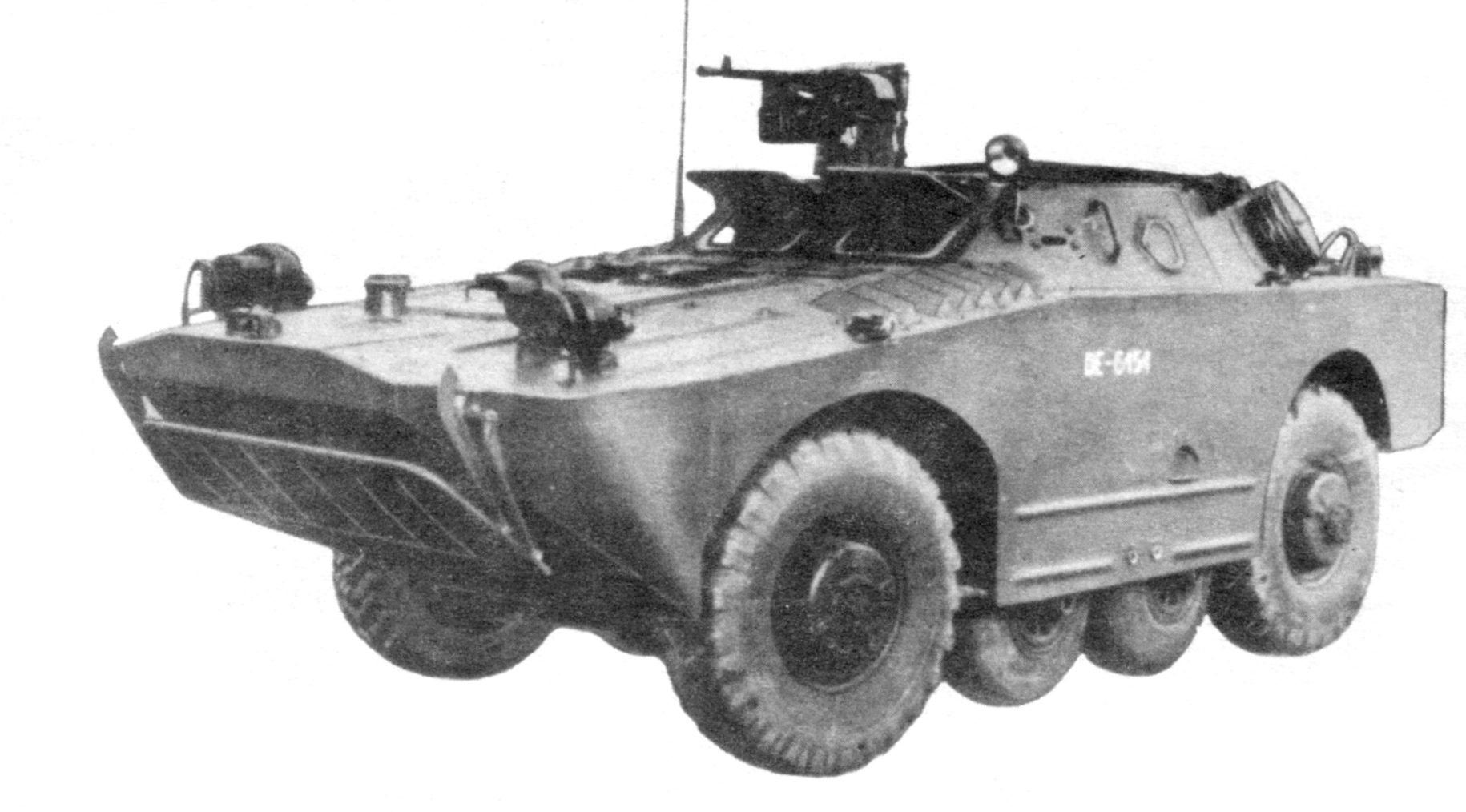
BRDM–1 jól látható mankókerekekkel

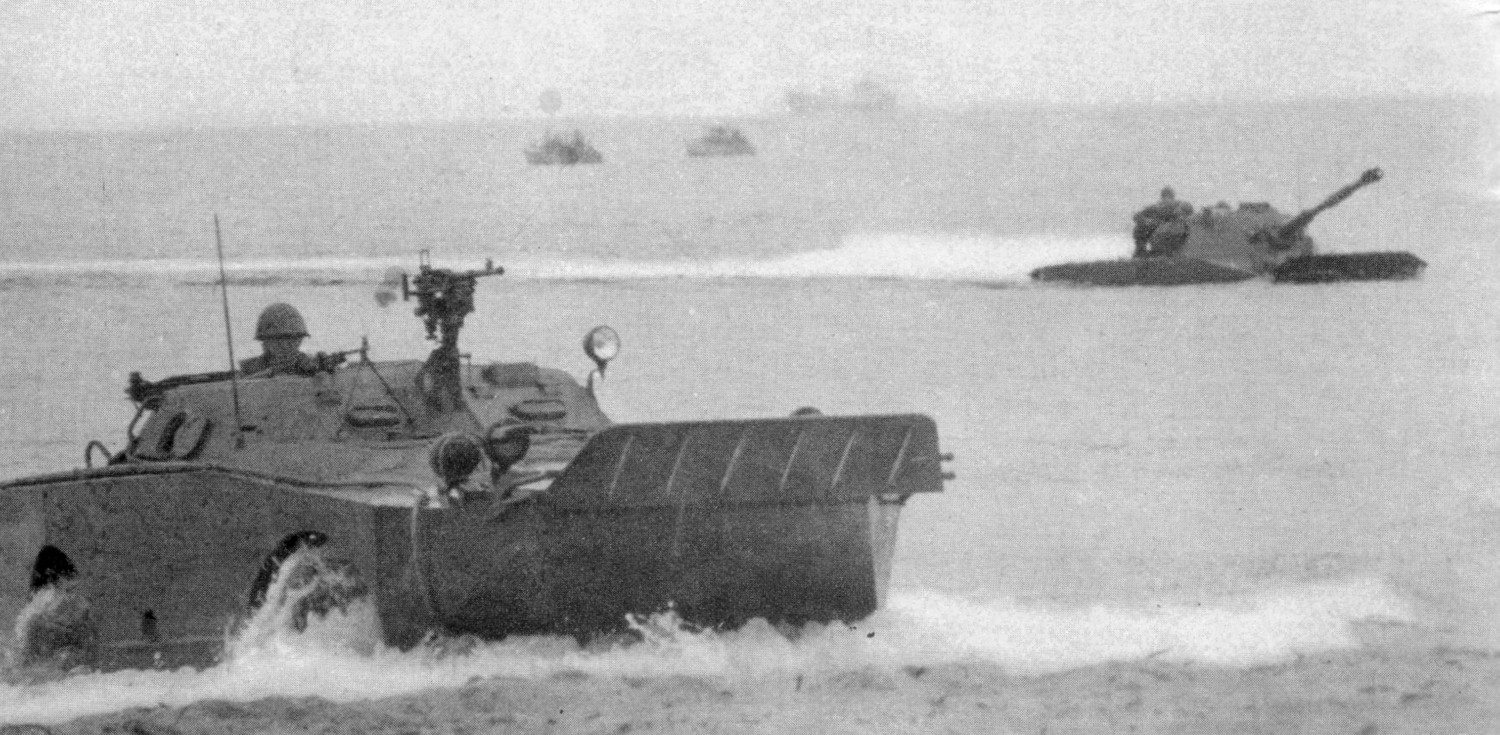
Egy úszó lengyel BRDM–1 és egy PT–76 könnyű úszó harckocsi gyakorlaton. Az elülső járművön látható a felemelt acéllemez

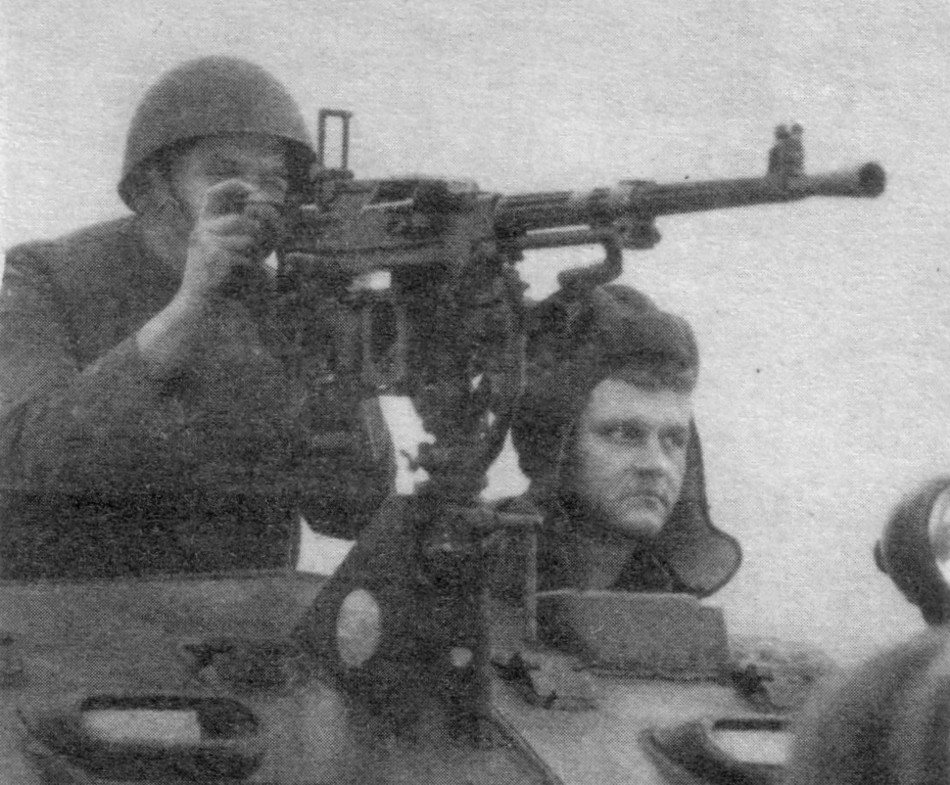
A BRDM–1 lengyel személyzete tüzel egy 7,62 mm-es SZGMB közepes géppuskával

A jármű leginkább szembetűnő tulajdonsága a négy kiegészítő láncmeghajtású mankókerék, melyek leeresztésével megnő a jármű terepjáró képessége, és képes átkelni a lövészárkokon is. A jármű rendelkezik központilag, a jármű belsejéből irányítható keréknyomás-szabályozó rendszerrel is, amely rendszer később elterjedt az összes szovjet katonai gumikerekes jármű között. A jármű eredeti változata, az 1957-es mintájú BRDM nyitott tetejű volt, de a következő szériamodell, az 1958-as mintájú BRDM már zárt tetővel rendelkezett, amelyre búvónyílásokat is helyeztek a parancsnok és a vezető ülése fölé, illetve még két búvónyílást a jármű hátuljára.
A jármű szabványos 4×4 hajtásképletű, alváza hegesztett, motortere a jármű elején található, mögötte pedig a küzdőtér helyezkedik el. A vezető a bal oldalon ül, mellette a jobb oldalon pedig a parancsnok. A járművet nem látták el ABV fegyverek elleni védelemmel és éjjellátó felszereléssel sem rendelkezik. A járművön elöl található négy infravörös reflektor, egy fehér keresőreflektor pedig a vezető felőli oldalra van felerősítve. Harc közben a BRDM–1 első szélvédőit páncélozott spalettákkal védik, melyeken beépített kémlelőnyílások vannak. Mikor a spaletták nyitott helyzetben vannak, a napfénytől védik a vezetőt és a parancsnokot, illetve megakadályozzák, hogy az eső vagy a hó befedje a szélvédőket. A GAZ–40PB V–8 benzinmotor az amerikai Dodge teherautó motorján alapszik, amelyhez hozzá tartozik még egy manuális sebességváltó négy előre és egy hátra sebességgel és egy száraz tárcsás kuplung is. A négy kiegészítő mankókerék csökkenti a talajnyomást és lehetővé teszi az akár 1,2 méter széles lövészárok átkelését. A fő kerekekben lévő légnyomást a vezető növelheti vagy csökkentheti, ezzel fokozva a teljesítményt.
A jármű teljesen kétéltű, a jármű elején lévő acéllemezt a vízen való átkelés előtt felemelik, hogy megnöveljék a stabilitást, illetve hogy megakadályozzák a víz befolyását a motortérbe. A vízben a jármű meghajtásáról egy vízsugárhajtómű gondoskodik. A hajtóművet a főmotor hajta, amely pedig egy négylapátos propellert forgat. A vízsugárhajtóművet egy páncélozott spaletta védi a szárazföldön. Ezt a spalettát el kell távolítani, mielőtt a jármű belehajt a vízbe. A jármű elején lévő acéllemez a szárazföldön kiegészítő páncélzatként funkcionál.
A BRDM–1 maximális páncélvastagsága 11 milliméter, amely mindössze a kézifegyverek tüzétől és kisebb repeszektől óvja a járművet, de nagyobb tüzérségi lövedékek és nagy kaliberű géppuskalövedékek ellen már hatástalan. A kerekeket nem védi páncélzat, így részben sebezhetőek bármilyen fegyverrel szemben.
Az 1959-es mintájú BRDM alapfegyverzete egy 7,62 mm-es SZGMB közepes géppuska, melyet a páncéltest elejére rögzítenek, lőszerjavadalmazása 1250 töltény. Az 1960-as mintájú BRDM tetejének oldalain további két géppuska foglalattal rendelkezik a 7,62 mm-es SZGMB géppuskákhoz, habár általában csak egy géppuskát szereltek a járműre, pedig lehetőség volt akár három géppuska hordozására is. Később a jármű elején a 12,7 mm-es DSK 1938/46 nehézgéppuskát vagy a 14,5 mm-es KPV nehézgéppuskát alkalmazták az SZGMB közepes géppuska helyett, míg a jármű hátuljára egy kiegészítő SZGMB géppuskát szereltek. Továbbra is lehetőség volt két SZGMB géppuska felhelyezése az oldalsó foglalatokra.
A szovjet hadsereg bizonyos okokból kifolyólag nem kedvelte a típust. A jármű nem rendelkezett lövegtoronnyal, a fegyverzet kezeléséhez pedig a lövésznek ki kellett másznia a búvónyíláson, így kiszolgáltatva magát az ellenséges tűzzel szemben. A jármű nem rendelkezett semmilyen speciális irányzékkal, így jócskán lecsökkentve használhatóságát, mint felderítő jármű. Ezen hiányosságok bátorították a tervezőcsapatot egy új jármű létrehozására, amely jobban megfelel a modern harcmezőkön.

## Alkalmazás
A BRDM–1 1957-ben lépett hadrendbe a szovjet hadseregben. A gyártás 1966-ig folytatódott, mikoris a gyártósorokon teljesen felváltották a BRDM–2-vel. Alkalmazása még évekig folytatódott, mietőtt a BRDM–2 teljesen kiszorította volna. A BRDM–1 obr. 1958 alkalmazásra került Csehszlovákiában és Magyarországon is. Lengyelország az 1960-as évek elején kapta első BRDM–1-eseit. Később 2P27 és 9P110 páncéltörő rakétákkal felfegyverzett típusokat is kapott. A BRDM–1 járműveket a lengyel néphadsereg különböző alegységei használták (de leginkább a felderítő alakulatok), míg a 2P27 páncéltörő-rakétás típusokat a gépesített alakulatok páncéltörő alegységei használták. Lengyelország rendelkezett még BRDM–RKh típusokkal is, amelyek a vegyi- és sugárfelderítő egységeknél kerültek alkalmazásra. Ezeket a típusokat a BRDM–2 és alváltozatai váltották fel.
A BRDM–1 még további négy Varsói Szerződés tagállamnál volt hadrendben: Albánia, Bulgária, Német Demokratikus Köztársaság és Románia. Ezen kívül Kuba is vásárolt néhány példányt. Közel az összes szovjet felszereléshez hasonlóan, a BRDM–1-et is eladták több arab és afrikai államnak, ahol még évtizedekig szolgáltak jó terepjáró és úszóképességüknek köszönhetően.
A BRDM–1 legnagyobb hiányossága, hogy beépített fegyverzettel nem rendelkezett, így különösen tagolt terepen és ABC fegyverekkel szennyezett terepen (Irak-Iráni háború) korlátozott volt a használhatósága harcjárműként még a korabeli hasonló feladatkörű járműhöz képest is. Emellett a járműből korlátozott volt a kiláthatóság, ami tűzvezetési képességeit csökkentette jelentősen, ugyanakkor páncéltörő-rakétás változatai némileg sikeresebbek voltak a negyedik Arab-Izraeli háború kezdeti szakaszában.

## Változatok

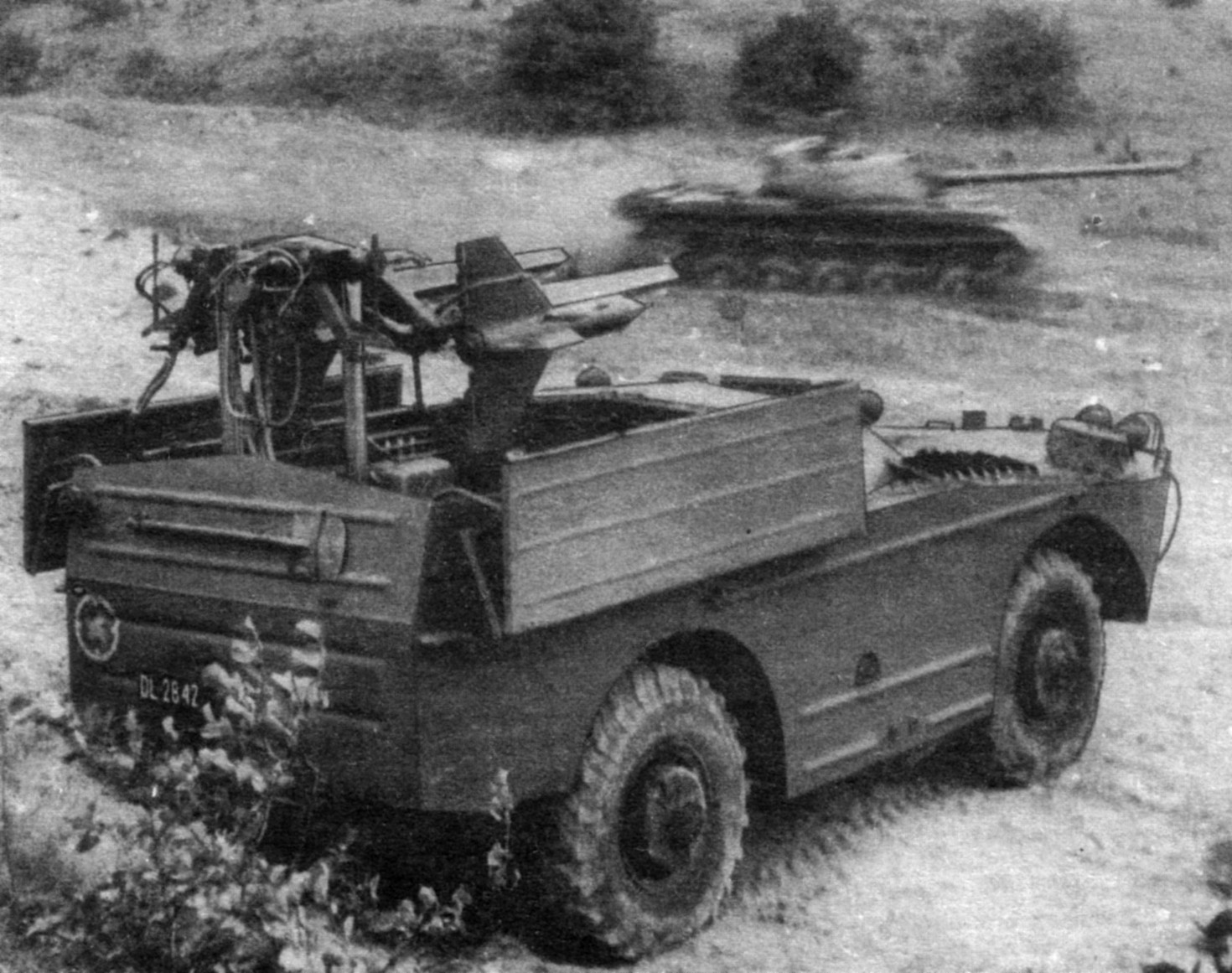
Lengyel 2P27 páncéltörő-rakétás jármű tüzelési pozícióban. A háttérben egy T–54/T–55 harckocsi látható

### Kelet-Németország
- SPW–40P – a fegyverzet nélküli BRDM–1 kelet-német jelölése.
- SPW–40PA – a felfegyverzett BRDM–1 kelet-német változata nagyobb IR fényszórókkal.
- 9P111 – a 9P110 kelet-német változata. A szovjet 9P110-től eltérően a kelet-német változatnál további védelemmel látták el a fényszórókat és két rögzítési helyet szereltek a jármű hátuljára az üzemanyagkannák számára.

### Szovjetunió

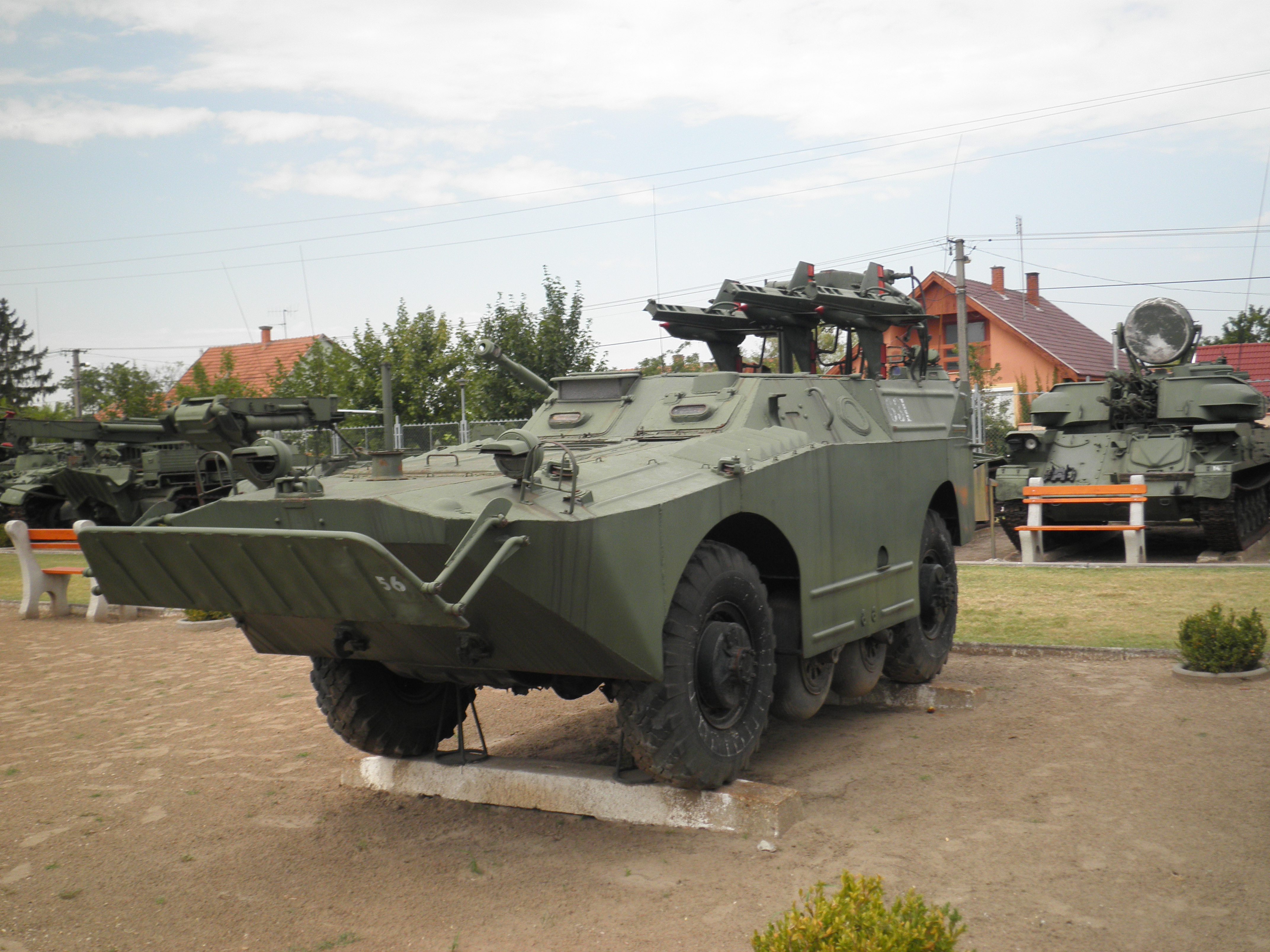
2P27 páncéltörő-rakétás jármű a keceli haditechnikai parkban

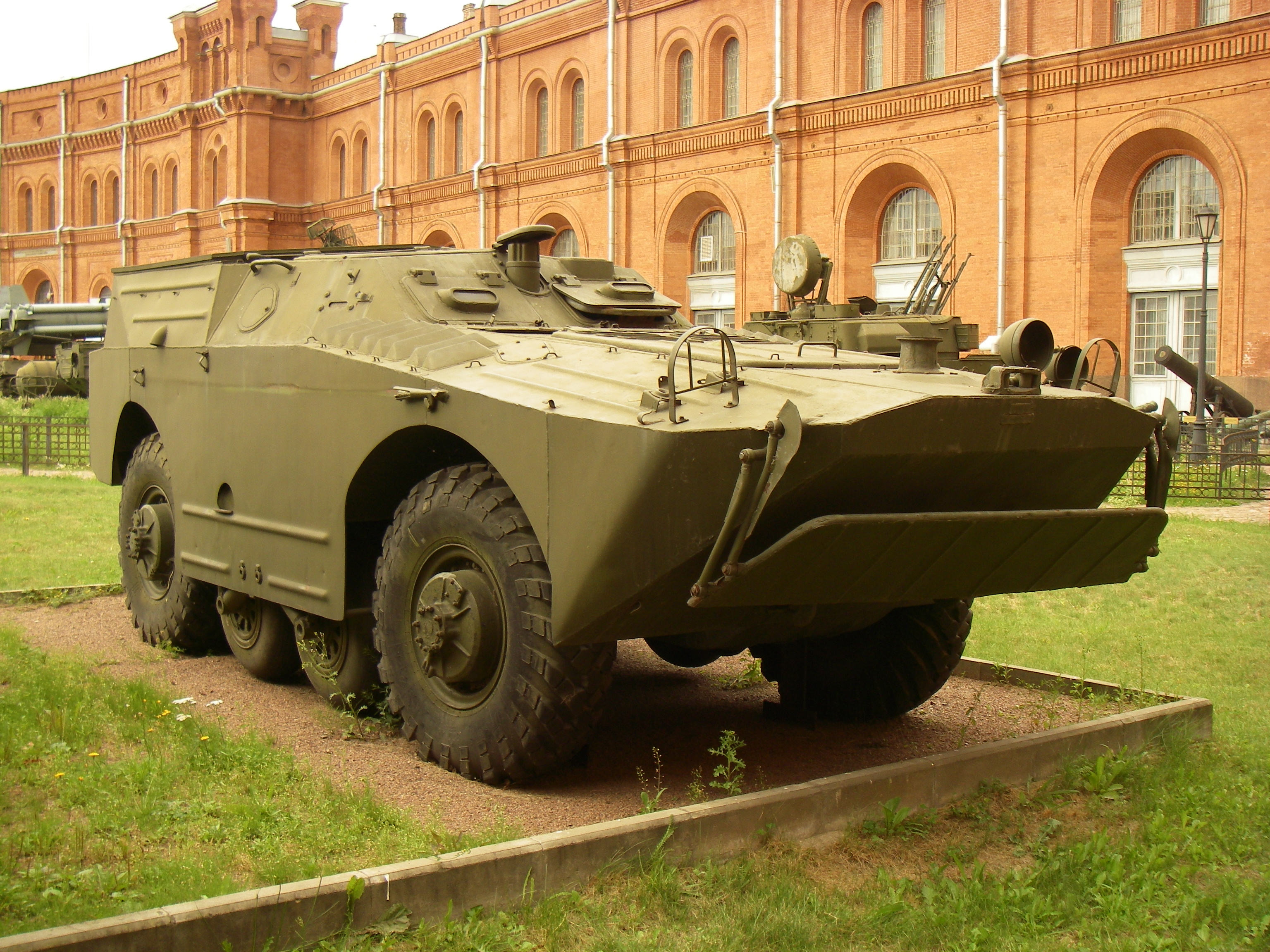
9P110 páncéltörő-rakétás jármű a szentpétervári tüzérségi múzeumban

- 1957-es mintájú BRDM–1 – alap fegyverzet nélküli úszóképes páncélozott felderítő jármű nyitott tetővel. Egyéb megjelölése a BTR–40P.
  - 1958-as mintájú BRDM–1 – alap fegyverzet nélküli úszóképes páncélozott felderítő jármű zárt tetővel és búvónyílásokkal. Egyéb megjelölése a BTR–40P.
    - 1959-es mintájú BRDM–1 – alap úszóképes páncélozott felderítő jármű 7,62 mm-es közepes géppuskával. Egyéb megjelölése a BTR–40P.
      - 1960-as mintájú BRDM–1 – alap úszóképes páncélozott felderítő jármű három darab 7,62 mm-es közepes géppuskával, egy a tető elülső részén, kettő a felépítmény oldalain. Lehetséges volt egyszerre mind a három rögzítési pontra felszerelni a géppuskákat, de a gyakorlatban ezt ritkán alkalmazták. Egyéb megjelölése a BTR–40P.
        - BRDM–2 – a BRDM–1 továbbfejlesztésével létrejött jármű.
- BRDM–RH – vegyi- és sugárfelderítő jármű kettő darab KZO–2 zászlórakóval és érzékelő berendezésekkel, beleértve a DP dózismérőt és a PCHR–54 félautomata érzékelő eszközt. Egyéb megjelölése a BTR–40P–RH.
- BRDM–1U – parancsnoki jármű kiegészítő R–112 rádióval és három ostorantennával. Egyéb megjelölése a BTR–40PU és a BRDM–u.
  - BRDM–1U – a szállítóegységek számára módosított változat. A típust ellátták hátsó világításokkal is.
- 2P27 – páncéltörő változat 2K16 rakétaindítóval és 3 darab 3M6 Smel (AT–1 Snapper) páncéltörő rakétával felszerelve. A jármű hátulját teljesen átépítették. A felderítésre szolgáló felszerelés és a felderítők számára biztosított teret lecserélték egy új felépítményre, amelyben helyet kapott a rakétaindító és a rakéták. Menet közben a rakétaindítót a felépítmény belsejébe süllyesztve szállították, így megvédve azt. Ennek köszönhetően, mikor a rakétaindító a felépítményben van, alig lehet megkülönböztetni az alap változattól. A jármű oldalain négy lőrést vágtak, habár lehetetlen őket használni ennél a típusnál. A rakétaindítót a jármű álló helyzetében lehet használni. A jármű megállítása után a felépítmény tetejéről lehajtották a két fedőpanelt, majd az indítót kiemelték a jármű belsejéből. Ezután a rakétákat azonnal lehet indítani. 1958-ban fejlesztették ki.
- 2P32 – páncéltörő változat 2K8 rakétaindítóval és 4 darab 9M11 Falanga (AT–2 Swatter) páncéltörő rakétával felszerelve. A jármű megegyezik a 2P27 típussal, mindössze a fegyverzetben tér el. 1962-ben lépett hadrendbe.
- 9P110 – páncéltörő változat 9K14M rakétaindítóval és 6 darab 9M14 Maljutka (AT–3 Sagger) páncéltörő rakétával. Gyártását 1963-ban kezdték. A jármű felépítménye megegyezik a 2P27 és 2P32 változatéval, de kisebb azoknál, így megtartva az eredeti BRDM–1 karakterisztikáját. Emellett a rakétavetőt mozgató mechanikát is egyszerűsítették.

## Üzemeltetők
- Afganisztán – 1970-ben 50 darab BRDM–1 járművet rendeltek a Szovjetuniótól, melyeket 1970 és 1971 között szállítottak le. A járművek előzőleg szovjet szolgálatban voltak
- Albánia – 1959-ben 15 darab BRDM–1 járművet rendeltek a Szovjetuniótól, melyeket 1960-ban szállítottak le. A járművek jelenleg is hadrendben vannak
- Algéria
- Angola – 120 darab BRDM–1
- Benin
- Csád
- Dzsibuti
- Egyenlítői-Guinea
- Egyiptom – 1967-ben 200 darab BRDM–1 járművet rendeltek a Szovjetuniótól, melyeket 1968 és 1969 között szállítottak le. A járművek előzőleg szovjet hadrendben voltak. A járművek jelenleg is hadrendben vannak
- Eritrea
- Etiópia – 1977-ben 50 darab BRDM–1 járművet rendeltek a Szovjetuniótól, melyeket 1977-ben le is szállítottak. A járművek előzőleg szovjet szolgálatban voltak. Jelenleg 65 BRDM–1 áll hadrendben
- Fehéroroszország – 142 darab BRDM–1
- Guinea – 1968-ban 10 darab BRDM–1 járművet rendeltek a Szovjetuniótól, melyeket 1969-ben szállítottak le. A járművek valószínűleg másodkézből valók
- Indonézia – 1962-ben 10 darab BRDM–1 járművet rendeltek a Szovjetuniótól, melyeket 1963-ban szállítottak le
- Izrael
- Jemen
- Kongói Demokratikus Köztársaság
- Közép-afrikai Köztársaság
- Kuba – 1968-ban 50 darab BRDM–1 járművet rendeltek a Szovjetuniótól, melyeket 1968-ban le is szállítottak
- Líbia – 1977-ben 60 darab BRDM–1 járművet rendeltek a Szovjetuniótól, melyeket 1978-ban szállítottak le. A járművek előzőleg szovjet hadrendben voltak
- Madagaszkár
- Magyarország
- Malawi
- Mali
- Marokkó
- Mauritánia
- Mongólia – 9P110
- Mozambik – 1976-ban 20 darab BRDM–1 járművet rendeltek a Szovjetuniótól, melyeket 1977-ben szállítottak le. A járművek előzőleg szovjet hadrendben voltak. 1979-ben 31 darab BRDM–1 járművet rendeltek a Szovjetuniótól, melyeket 1979 és 1980 között szállítottak le. A járművek előzőleg szovjet hadrendben voltak. 2001-ben 30 darab BRDM–1 és BRDM–2 állt még hadrendben, habár a mozambiki katonai felszerelés hadrafoghatósága, főleg a szovjet eszközöké, 10% alatt van
- Nicaragua
- Peru – 1973-ban 12 darab BRDM–1 járművet rendeltek a Szovjetuniótól, melyeket 1974-ben szállítottak le. A járművek valószínűleg előzőleg szovjet hadrendben voltak
- Románia – 9P110
- São Tomé és Príncipe
- Seychelle-szigetek
- Szíria – 1970-ben 100 darab BRDM–1 járművet rendeltek a Szovjetuniótól, melyeket 1970 és 1971 között szállítottak le. A járművek valószínűleg előzőleg szovjet hadrendben voltak
- Szomália
- Szudán – 1958-ban 5 darab BRDM–1 vagy BTR–40 járművet rendeltek a Szovjetuniótól, melyeket 1960-ban szállítottak le
- Tanzánia – 1964-ben 30 darab BRDM–1 járművet rendeltek a Szovjetuniótól, melyeket 1965-ben szállítottak le. A járművek előzőleg szovjet hadrendben voltak
- Uganda – 1971-ben 62 darab BRDM–1 járművet rendeltek a Szovjetuniótól, melyeket 1973-ban szállítottak le. A járművek előzőleg szovjet hadrendben voltak. 1973-ban 36 darab BRDM–1 járművet rendeltek a Szovjetuniótól, melyeket 1974-ben szállítottak le. A járművek előzőleg szovjet hadrendben voltak
- Ukrajna
- Vietnám
- Zambia – 1980-ban 44 darab BRDM–1 járművet rendeltek a Szovjetuniótól, melyeket 1980-ban le is szállítottak. A járművek előzőleg szovjet hadrendben voltak
- Zimbabwe – 20 darab BRDM–1
- Zöld-foki Köztársaság

### Korábbi üzemeltetők
- Bulgária – 1964-ben 150 darab BRDM–1 járművet rendeltek a Szovjetuniótól, melyeket 1965 és 1967 között szállítottak le. A hadrendből az 1980-as években vonták ki, helyüket a BRDM–2 járművek vették át
- Csehszlovákia – BRDM–2-vel helyettesítették
- Észak-Vietnam – 1963-ban 50 darab BRDM–1 járművet rendeltek a Szovjetuniótól, melyeket 1963 és 1966 között szállítottak le. A megmaradt példányokat az utódállamoknak adta át
- Irak – Az iraki hadsereg 1500 darab BRDM–1 és BRDM–2 járművet és változataikat üzemeltette. Az összes megsemmisült.
- Jugoszlávia – BRDM–1 és 9P27. Átadta az utódállamoknak
- Lengyelország – 1961-ben 800 darab BRDM–1 járművet rendeltek a Szovjetuniótól, melyeket 1961 és 1964 között szállítottak le. Helyüket a BRDM–2 járművek vették át. Egy darabot a varsói Muzeum Wojska Polskiego-nak (Lengyel Katonai Múzeum) ajándékoztak
- Német Demokratikus Köztársaság – 1959-ben 100 darab BRDM–1 járművet rendeltek a Szovjetuniótól, melyeket 1960 és 1962 között szállítottak le. Helyüket a BRDM–2 járművek vették át
- Szerbia – 30 darab BRDM–1
- Szovjetunió – Átadta az utódállamoknak

## Lásd még
- BRDM–2
- D–442 FUG

## Fordítás
Ez a szócikk részben vagy egészben  a   BRDM-1 című angol Wikipédia-szócikk ezen változatának fordításán alapul.  Az eredeti cikk szerkesztőit annak laptörténete sorolja fel. Ez a jelzés csupán a megfogalmazás eredetét és a szerzői jogokat jelzi, nem szolgál a cikkben szereplő információk forrásmegjelöléseként.